# Juan Félix Sanz Blanco
Juan Félix Sanz Blanco (Fuente Obejuna, 7 de marzo de 1896 – Granja de Torrehermosa, 5 de enero de 1936) fue un Abogado y Político español, diputado a Cortes de 1933 a 1936; alcalde de Granada desde el 14 de octubre de 1934 al 31 de diciembre del mismo año y director general de Enseñanza Primaria en el bienio radical-cedista.

## Trayectoria
Nacido en Fuente Obejuna, pasó su infancia en Belmez de donde se trasladó a Granada para estudiar Derecho, costeándose los estudios con diversos trabajos debido a la escasez de recursos familiares.
Ejerció la abogacía en Granada en el despacho del conocido abogado Francisco López Ruiz.
Presentado por el Partido Republicano Radical en las elecciones generales de noviembre 1933, fue elegido diputado a Cortes por Granada en la II legislatura de la II República.
A raíz de la revolución de Asturias, el Gobernador civil de Granada, Francisco Duelo, destituyó a la corporación municipal granadina, nombrando el 14 de octubre de 1934 una comisión gestora presidida por Juan Félix Sanz Blanco que ya era concejal. Promulgada la ley de incompatibilidades, como era diputado tuvo que dimitir el 15 de diciembre de 1934, aunque continuó en el cargo unos días más hasta que se le encontró sustituto en la persona de Miguel Vega Rabanillo.
Fue director general de Primera enseñanza en el Ministerio de Instrucción Pública y Bellas Artes desde el 5 de octubre de 1935, fecha en que fue nombrado por Juan José Rocha García para sustituir a Rafael González Cobos, hasta el 18 de diciembre de 1935, fecha en que presentó su dimisión durante el mandato del ministro Manuel Becerra Fernández.

## Final
Al principio de la guerra civil marchó a Belmez, el pueblo de su infancia, a la casa de sus abuelos, donde fue detenido por elementos izquierdistas, junto a otros miembros de la familia. Estuvo preso en Fuente Obejuna hasta que fue trasladado a Granja de Torrehernando en la provincia de Badajoz por temor a que fuera liberado por fuerzas sublevadas. Unos días más tarde fue asesinado junto a otros ocho miembros de su familia.
Sus restos fueron inhumados en el cementerio de Fuente Obejuna.